# Cephalosphaera hikosanus
Cephalosphaera hikosanus är en tvåvingeart som beskrevs av Morakote 1990. Cephalosphaera hikosanus ingår i släktet Cephalosphaera och familjen ögonflugor. Inga underarter finns listade i Catalogue of Life.